# فیلیپ سنس
فیلیپ سنس (انگلیسی: Philippe Sence؛ زادهٔ ۱ اکتبر ۱۹۶۲) بازیکن فوتبال اهل فرانسه است.
از باشگاه‌هایی که در آن بازی کرده‌است می‌توان به باشگاه فوتبال نیم المپیک و باشگاه فوتبال بوردو اشاره کرد.